# Letteratura (rivista)
Letteratura è stata una delle principali riviste letterarie italiane del Novecento.
Fondata da Alessandro Bonsanti a Firenze nel 1937 (il primo numero uscì a gennaio) e da lui diretta, è stata pubblicata con interruzioni fino al 1968, dapprima con periodicità trimestrale e poi bimestrale.

## Storia
La rivista Letteratura raccolse l'eredità di Solaria, della quale riuscì a mantenere il gusto per le esperienze formali restringendo i propri interessi al fatto stilistico ed espressivo. Si delineò da subito come rivista di carattere puramente letterario, rimanendo estranea ai problemi della società contemporanea, ma, in compenso, aprendosi alle nuove esperienze della cultura europea e riunendo intorno a sé, oltre ai solariani fedeli all'ideale di una letteratura "non di idee", un gruppo di letterati più resistenti al conformismo filofascista. In ciò rappresenta il battesimo del fuoco della nuova generazione letteraria e di tutti coloro che nei difficili anni della dittatura avevano saputo rifiutare il linguaggio della ufficialità, dando lezioni di coerenza, impegno e di difesa morale.
La prima serie fu pubblicata dal 1937 al 1947 a Firenze, dapprima dai fratelli Parenti editori poi da Vallecchi, per complessivi 37 fascicoli, dal n. 1 (gennaio-marzo 1937) al n. 36 (novembre-dicembre 1947) più un fascicolo monografico su Gabriele D'Annunzio. Fu particolarmente significativa e ad essa collaborarono validi scrittori come Carlo Emilio Gadda, Elio Vittorini, Eugenio Montale, Salvatore Quasimodo, Arturo Loria, Luigi Berti, Romano Bilenchi, Reiner Maria Rilke, William Saroyan, Federico García Lorca, Umberto Saba, Tommaso Landolfi, Sandro Penna, Mario Luzi, Franco Costabile e critici come Giuseppe De Robertis, Gianfranco Contini, Carlo Bo, Walter Binni, Guglielmo Alberti.
La rivista riprese le pubblicazioni, con il titolo di Letteratura - Arte contemporanea, nel 1950 a Firenze presso l'editore Carnesecchi e nel 1951 a Venezia presso Neri Pozza; ne vennero pubblicati 12 numeri, dal n. 1 (gennaio-febbraio 1950) al n. 12 (novembre-dicembre 1951).
Dal 1953 al 1968 venne stampata a Roma presso l'editore De Luca, con il titolo di Letteratura, per complessivi 96 numeri, perlopiù doppi, numerati progressivamente dal n. 1 (gennaio-febbraio 1953) al n. 94-96 (luglio-dicembre 1968).
Una continuazione, ma col titolo mutato in Arte e poesia, fu pubblicata, sempre a Roma da De Luca, dal 1969 al 1971, in 14 numeri progressivi dal n. 1 (gennaio-febbraio 1969) al n. 11-14 (gennaio-dicembre 1971).